# Dog Island, Gambia
Dog Island är en ö i Gambia.   Den ligger i regionen North Bank Division, i den västra delen av landet i Gambiafloden. Ön består av träskmark och skog.